# Толмачёва (Свердловская область)
Толмачёва — деревня в Алапаевском районе Свердловской области России, входящая в Махнёвское муниципальное образование.

## Географическое положение
Деревня Толмачёва расположена в 65 километрах (в 75 километрах по автодороге) к северу-северо-западу от города Алапаевска, на левом берегу реки Тагил, ниже устья левого притока реки Спорной.

## Население
| 2002 | 2010 |
| ---- | ---- |
| 25   | ↘8   |